# 末吉里花
末吉 里花（すえよし りか、1976年10月16日 - ）は、日本のタレント、リポーター。芸能事務所セント・フォース所属。

## 人物・来歴
- アメリカ合衆国ニューヨーク市生まれ、神奈川県鎌倉市育ち[1]。慶應義塾ニューヨーク学院、慶應義塾大学総合政策学部卒業。1996年度ミス慶應。
- 父親は金融アナリストの末吉竹二郎。竹二郎と共に環境問題のシンポジウムや催しに参加している。
- かつて同じ事務所だった青木真麻（現：池上真麻）は大学時代の同級生[2]。また、女優の木村佳乃はニューヨーク在住時からの親友である[3]。
- オーガニックコンシェルジュ・オーガニックライフスタイリストの資格を持つ。セント・フォースでは長年本体のメンバーであったが、オーガニックコンシェルジュの資格を得てから、文化人・スポーツ選手枠の「セント・フォースゾーン」のメンバーに転向している。

## 出演

### テレビ
- FILM FACTORY（テレビ東京）
- シネマ通信（テレビ東京）
- やじうまプラス（テレビ朝日）
- すぽると!（フジテレビ）
- 世界・ふしぎ発見!（TBS）※ミステリーハンターとして16回出演（歴代13位）
- ふるさとエコ革命2010～地方発! 未来への贈りもの（TBS、2010年12月23日）

### ラジオ
- Circulation of the Earth（FMヨコハマ GIFT from the Earth番組内コーナー、2012年4月1日 - 2015年3月29日）
- SHONAN by the Sea（FMヨコハマ、2015年12月27日 - 2017年3月26日）

## 著書
- 祈る子どもたち（太田出版、2007年9月6日発売）